# 積乱雲グラフィティ/Fallin' Fallin' Fallin'
『積乱雲グラフィティ／Fallin' Fallin' Fallin'』（せきらんうんグラフィティ／フォーリン フォーリン フォーリン）は、supercellのryoとDixie Flatlineの両A面のスプリットシングル。2011年8月31日にSOULTAGから発売された。

## 概要
ボーカルは音声合成ソフト・初音ミクを用いている。初回限定盤はスリーブ仕様になっており、ジャケットイラストを宇木敦哉が担当した。
「積乱雲グラフィティ」は「ryo (supercell) feat.初音ミク」名義、「Fallin' Fallin' Fallin'」は「Dixie Flatline feat.初音ミク」名義の曲であるが、作詞を担当したのは名義とは逆で、互いの曲を作詞をしあう形となっている。「積乱雲グラフィティ」は、PlayStation Portable専用ソフト『初音ミク -Project DIVA- extend』のテーマソングとして起用された。
ちなみに本作の発売日（2011年8月31日）は、その4年前に初音ミクが発売された日（2007年の同日）でもある。元々誕生日の設定は無いが、初音ミクの発売元クリプトン・フューチャー・メディアですら8月31日を初音ミクの「誕生日」として扱っており、キャラクターとしての初音ミクにとって所謂「バースデーリリース」となる。

## 収録曲
1. 積乱雲グラフィティ [3:35]
歌：ryo (supercell) feat.初音ミク
作詞：Dixie Flatline、作曲・編曲・歌唱制作：ryo
2. Fallin' Fallin' Fallin' [3:27]
歌：Dixie Flatline feat.初音ミク
作詞：ryo、作曲・編曲・歌唱制作：Dixie Flatline
3. 積乱雲グラフィティ（Remixed by baker） [4:30]
歌：ryo feat.初音ミク
4. 積乱雲グラフィティ（Instrumental）
5. Fallin' Fallin' Fallin'（Instrumental）